# Nhà thờ Đức Mẹ trước Týn

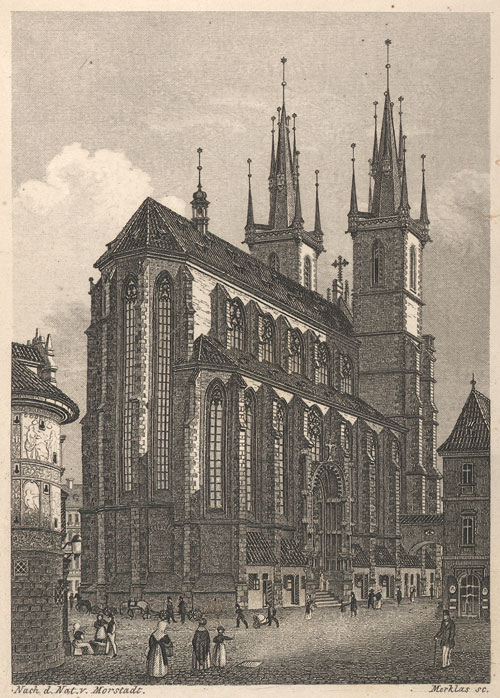
Hình ảnh nhà thờ khi nhìn từ phía đông vào thế kỉ XIX

Nhà thờ Đức Mẹ trước Týn (tiếng Séc: Kostel Matky Boží před Týnem, hay Týnský chrám (Nhà thờ Týn)) là nhà thờ kiến trúc Gothic. Đây là công trình kiến trúc nổi bật và độc đáo của Phổ cổ Praha, Cộng hòa Séc. Nơi đây từng là nhà thờ chính của hành phố từ thế kỷ XIV, với hai tháp có chiều cao 80 m, đỉnh của nhà thờ trang trí 8 ngọn tháp nhỏ.

## Lịch sử
Nhà thờ Đức Mẹ Gothic trước Týn xây dựng vào năm 1256. Công trình hoàn thành vào những năm 1450, trong khi đầu hồi và tháp phía bắc được hoàn thành ngay sau đó dưới thời trị vì của George xứ Poděbrady (1453–1471). Người ta đặt tác phẩm nghệ thuật của ông ở đầu hồi, bên dưới chiếc chén khổng lồ bằng vàng, biểu tượng của người Hussite. Năm 1511, dưới sự chỉ đạo của kiến trúc sư Matěj Rejsek, tháp phía Nam được hoàn thành.

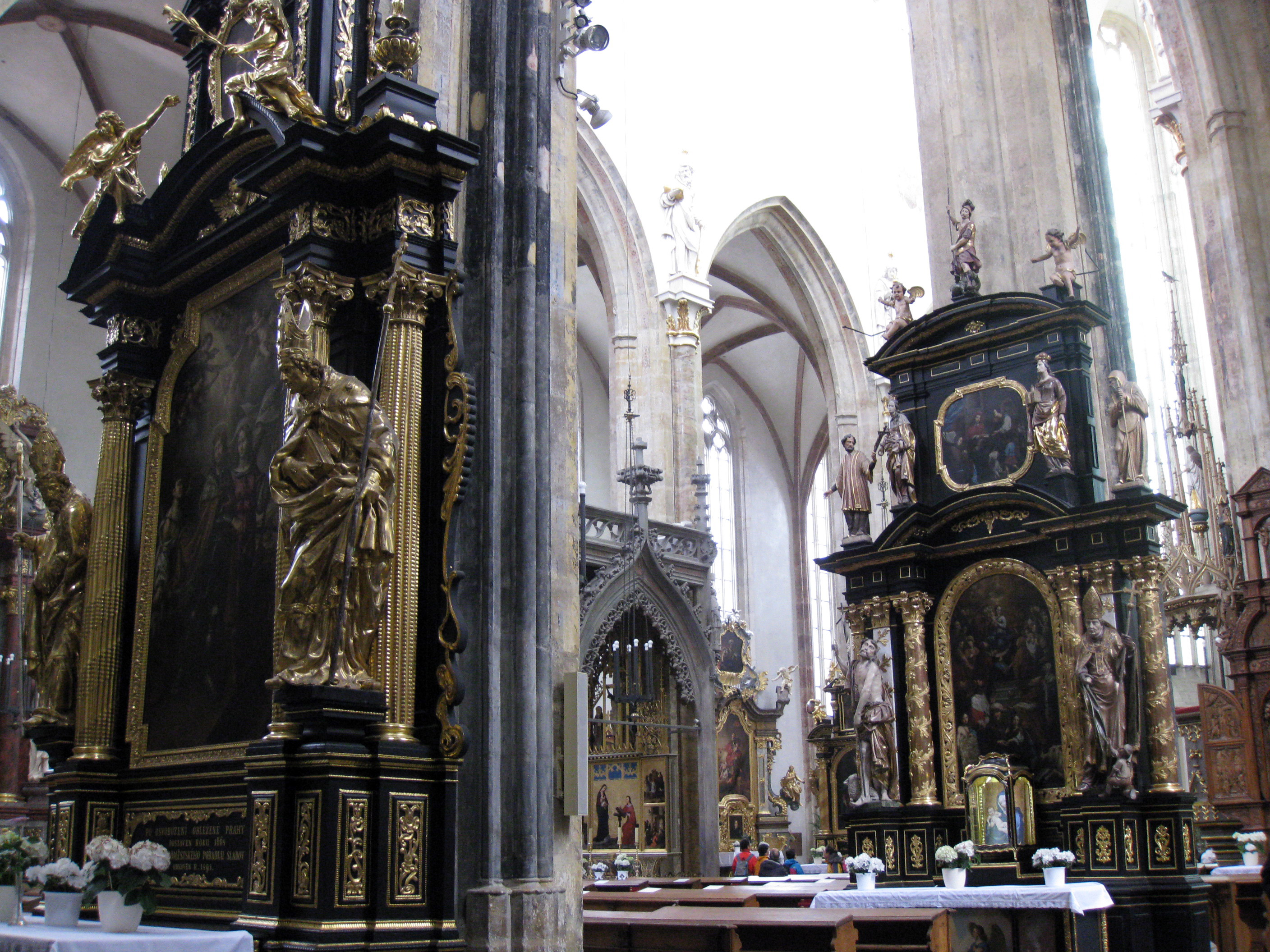
Nội thất của nhà thờ

Sau khi Trận chiến ở White Mountain kết thúc, năm 1620 kỷ nguyên của Phong trào Phản cải cách mới chính thức bắt đầu. Năm 1626, các tác phẩm điêu khắc của "vua dị giáo" George của Poděbrady và chén thánh đã bị thay thế bằng tác phẩm điêu khắc của Đức mẹ đồng trinh Maria, với vầng hào quang sáng chói được tạo ra bằng phương pháp nấu chảy chén thánh. Năm 1679, trong trận mưa lớn, một cột sét đánh trúng nhà thờ và gây ra hỏa hoạn, đã phá hủy nặng nề mái vòm cũ, sau này được thay thế bằng một mái vòm kiểu Baroque thấp hơn.
Vào năm 1876–1895 công việc tái thiết được thực hiện. Nội thất vẫn đang được sửa sang lại.

## Thiết kế

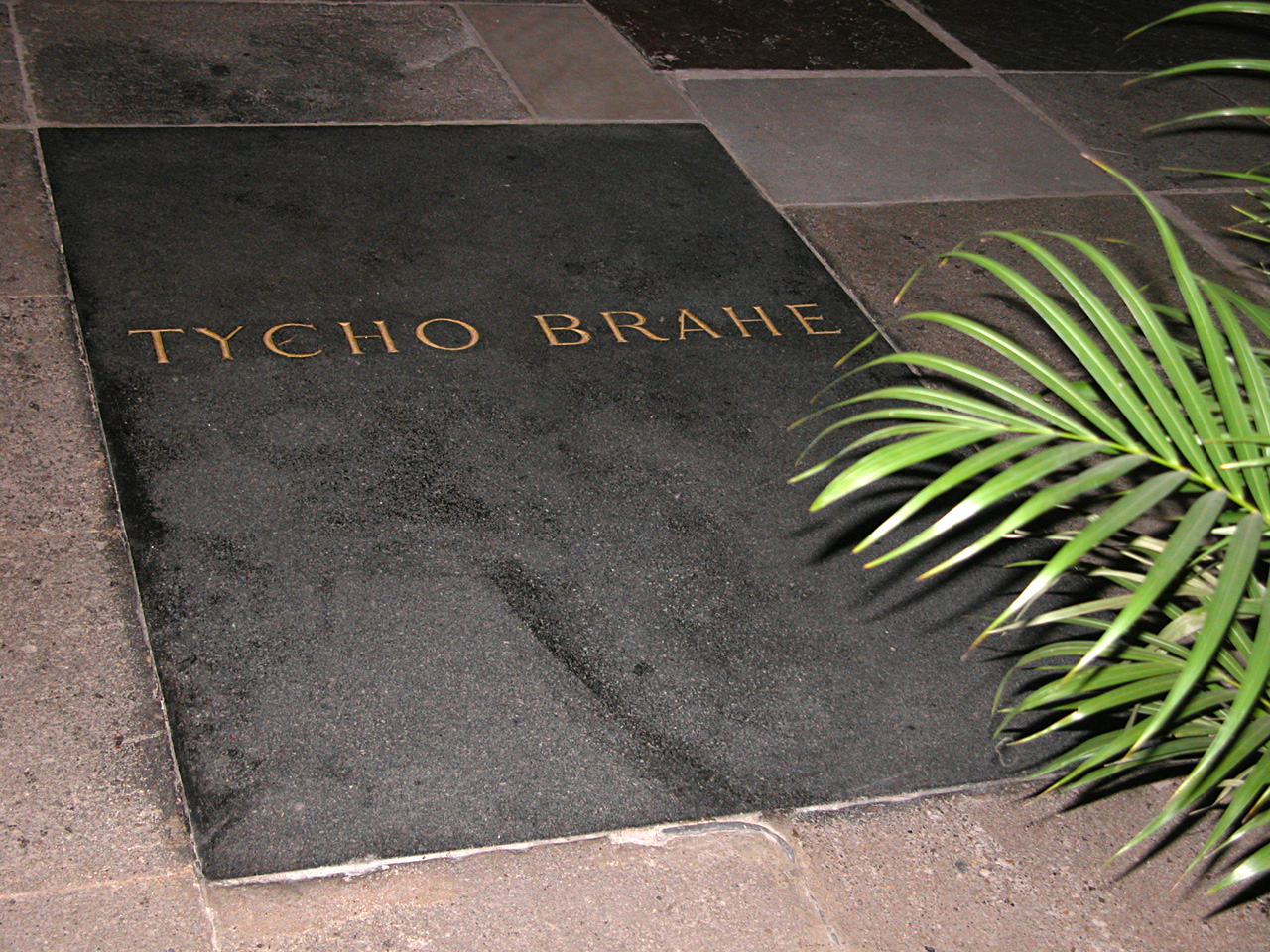
Mộ của Tycho Brahe năm 1901

Minh chứng tuyệt vời về tác phẩm điêu khắc Gothic từ xưởng Parler là ở cổng phía bắc, với bức phù điêu mô tả lại hình ảnh Sự kiện đóng đinh Giêsu. Ở mặt phía Tây của nhà thờ có lối vào chính, qua một con đường hẹp giữa các gian nhà tiền sảnh của nhà thờ.

## Kiến trúc
Nhà thờ Gothic cấu trúc gồm 3 lối đi theo chiều dọc và sắp xếp theo phương thẳng đứng đặc trưng bởi cặp tháp hình lăng trụ phong cách Gothic nằm ở phía tây. Bức phù điêu phong cách Baroque nằm ở phía đầu hồi, bao quanh bởi những hàng cây tài lộc trang trí lộng lẫy, nằm giữa các tòa tháp.

## Trang trí nội thất

### Nghệ thuật Gothic

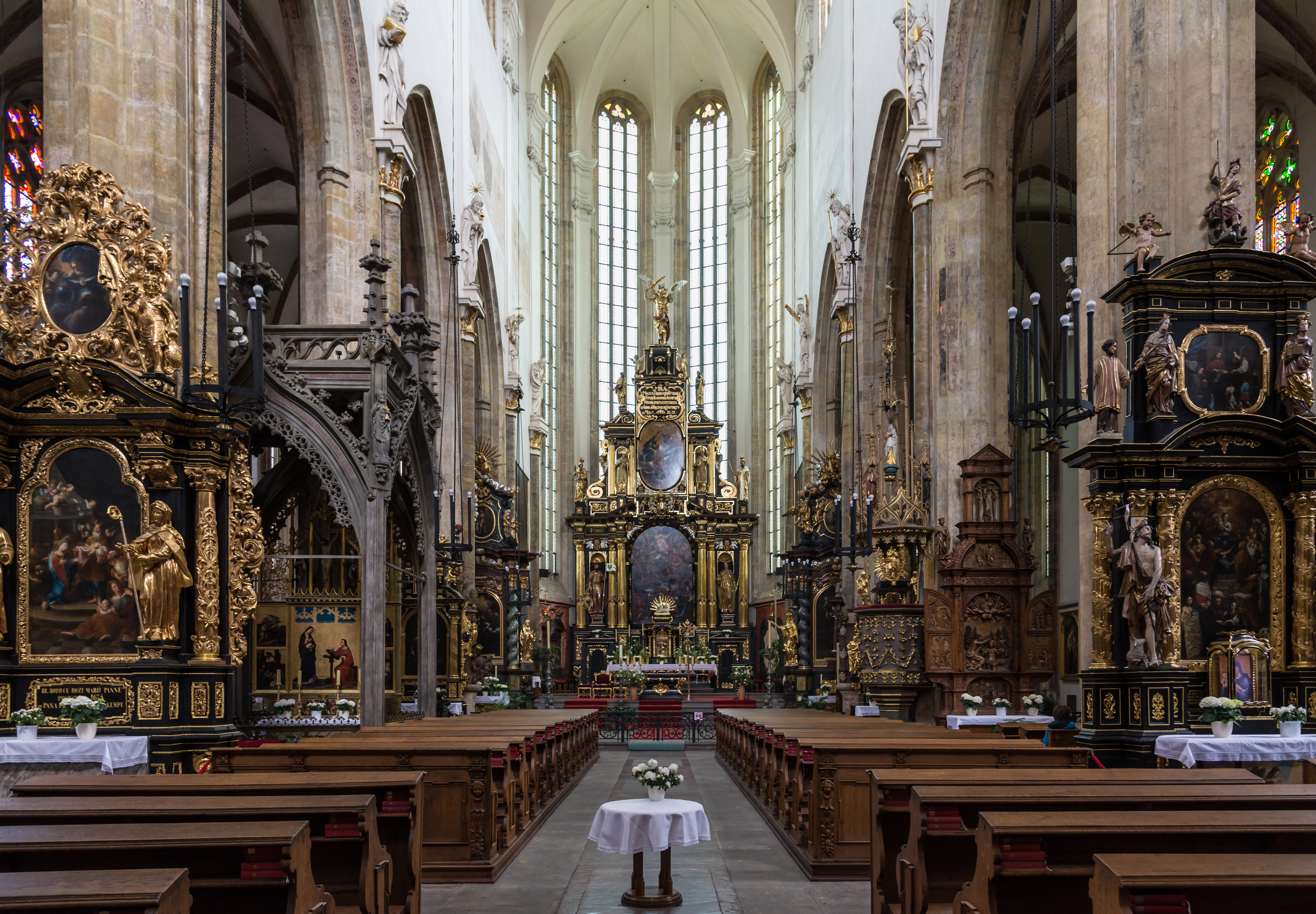
Ở phía bên trái, bức trướng (baldaquin) bằng đá từ năm 1493 của Matěj Rejsek

Nội thất bên trong nhà thờ thời Trung cổ
- Một chiếc trướng (baldaquin) bằng đá từ năm 1493.
- Bàn thờ với một bức tranh khắc gỗ mô phỏng lễ rửa tội của Chúa.
- Lễ rửa tội năm 1414 (lâu đời nhất và lớn nhất ở Praha)
- Bục giảng bằng đá ở gian giữa

### Nghệ thuật Baroque

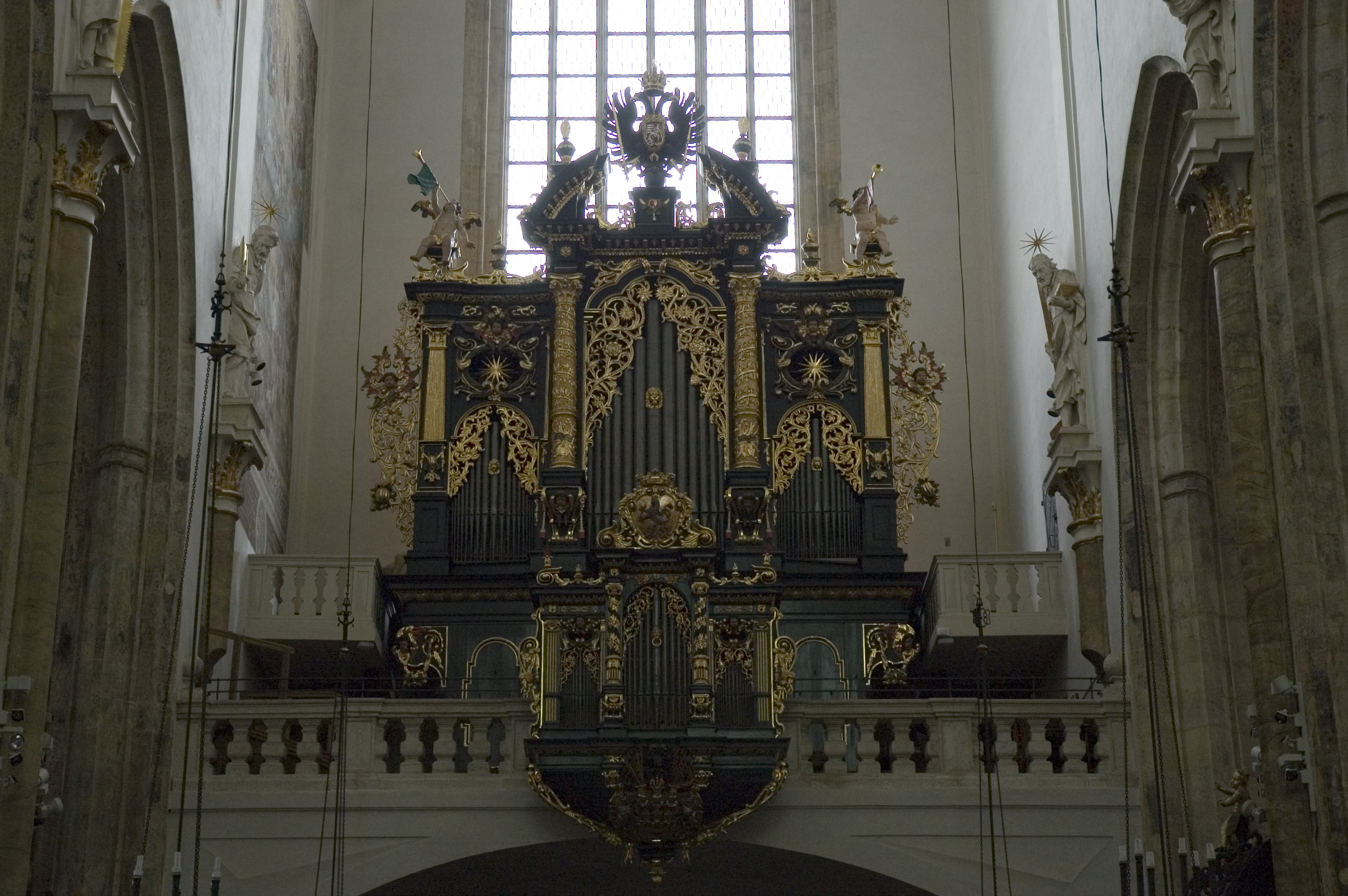
Đán ống của Jan J. Mundt

Nội thất của nhà thờ mang đậm hơi thở kiến trúc Baroque. Đồ nội thất kiểu Baroque, được chạm khắc trên những cây gỗ rất cẩn thận và tinh xảo cũng như cây đàn ống có giá trị của Jan J. Mundt từ năm 1670-1673, là một trong ba cây đàn ống lâu đời nhất còn được lưu giữ ở Prague. Từ năm 1691, nhà âm nhạc học Tomáš Baltazar Janovka đã làm việc tại nơi đây với tư cách là nghệ sĩ đàn organ trong khoảng thời gian 50 năm. Bên cạch đó, bàn thờ chính có từ năm 1649 với một bức vẽ tiêu biểu của Đức Mẹ Đồng trinh Mary cũng rất có giá trị. Bức tranh là tác phẩm để đời của một trong những nghệ sĩ Baroque nổi tiếng người Séc, Karel Škréta, họa sĩ của một số bức tranh sơn dầu thời đó. Trong nhà thờ không khó để bắt gặp các tác phẩm của các bậc thầy Baroque nổi tiếng khác như: nhà điêu khắc Jan Jiří Bendl và Ignác František Weiss, Jan Heidelberger (tác phẩm điêu khắc của Thánh Francis de Paul ở gian giữa phía bắc), họa sĩ M. Strasser (Đi tìm Thánh giá,), Jan Jiří Heinsch (bức tranh Thánh Joseph ở lối đi phía bắc, bàn thờ của Family Tree Of Jesse), Michael Václav Halbax (bức tranh của các Thánh Crispin và Crispinian), Petr Brandl (Sự xuất hiện của St. Wenceslas tại Reichstag). Ở cột phía Nam còn lưu trữ rất nhiều tác phẩm từ thời phục hưng và thời kì Baroque.